# تاريخ الكنيسة الكاثوليكية في الولايات المتحدة
نشأت الكنيسة الكاثوليكية في الولايات المتحدة في الحقبة الاستعمارية، لكن بحلول منتصف القرن التاسع عشر، تلاشت معظم التأثيرات الإسبانية والفرنسية والمكسيكية مؤسساتيًا وديموغرافيًا، بسبب صفقة لويزيانا (1803) ومعاهدة غودالوبي هيدالغو (1848). انفتحت أقاليم فرنسا وإسبانيا والمكسيك سابقًا ومناطق السكان الأصليين في ذلك الوقت على أمريكيي الساحل الشرقي والأمريكيين الجنوبيين وأمريكيي الوسط الغربي، البروتستانتيين بصورة أساسية، المهاجرين غربًا. في الفترة نفسها، نمت الكنيسة الكاثوليكية في الشرق والوسط الغربي من خلال الهجرة الخارجية، خاصة من أوروبا (ألمانيا وإيرلندا في البداية، وبين عامي 1890-1914 من إيطاليا وبولندا وأوروبا الشرقية). في القرن التاسع عشر أنشأت الكنيسة بنية تحتية متقنة، مؤسسة على أبرشية يديرها أساقفة عينهم البابا. أنشأت كل أبرشية شبكة من أبناء الأبرشية، والمدارس، والكليات، والمستشفيات، ودور الأيتام والمؤسسات الخيرية الأخرى. وصل العديد من الكهنة من فرنسا وإيرلندا، لكن بحلول عام 1900، كانت المعاهد الدينية الكاثوليكية تخرج عددًا كافيًا من الكهنة. أصبحت العديد من الشابات راهبات، يعملن عادة كمعلمات وممرضات. كان السكان الكاثوليك بشكل أساسي من الطبقة العاملة حتى بعد الحرب العالمية الثانية عندما انتقلوا بشكل تدريجي إلى حالة ذوي الياقة البيضاء وغادروا المدينة الداخلية إلى الضواحي. بعد عام 1960، انخفض عدد الكهنة والراهبات بسرعة وأصبحت الوظائف الدينية الجديدة قليلة. تم الحفاظ على عدد السكان الكاثوليك من خلال التدفق الداخلي الكبير لهم من المكسيك (ومن سخرية القدر أنهم استقروا في كاليفورنيا وتكساس، وأقاليم ومحافظات المكسيك السابقة) ومن دول أمريكا اللاتينية الأخرى. مع تطور الكليات والجامعات الكاثوليكية، بدأت تثار أسئلة عن ارتباطها باللاهوت الكاثوليكي الأرثوذكسي. بعد عام 1980، انخرط الأساقفة الكاثوليك في السياسة، خاصة في القضايا المتعلقة بالإجهاض والجنسانية.
تبين في مسح للمشهد الديني عام 2014، نشره مركز بيو للأبحاث، أن 20.8% من الأمريكيين كانوا يعرفون أنفسهم على أنهم كاثوليك. بحلول عام 2016، حصل المزيد من الكاثوليك (بسبب أعدادهم) على شهادات جامعية (26% من 70 مليون) وكسبوا أكثر من 100 ألف دولار (36% من 70 مليون) أكثر من أي مجموعة دينية أخرى.

## الحقبة الاستعمارية

### بصورة عامة
يركز تاريخ الكاثوليكية الرومانية في الولايات المتحدة- قبل عام 1776- على الثلاثة عشر مستعمرة الناطقة باللغة الإنجليزية على طول ساحل المحيط الأطلسي، لأنهم أعلنوا استقلالهم عن بريطانيا العظمى في عام 1776، لتشكيل الولايات المتحدة الأمريكية. من ناحية ثانية، يشمل هذا التاريخ- أي تاريخ الكاثوليكية الرومانية في الولايات المتحدة- أيضًا المستعمرات الفرنسية والإسبانية، لأنها شكلت لاحقًا الجزء الأكبر من الولايات المتحدة المتجاورة.
جاء معظم السكان الكاثوليك في الولايات المتحدة خلال الحقبة الاستعمارية من إنجلترا، وألمانيا، وفرنسا، إضافة إلى نحو 10 آلاف إيرلندي هاجروا بحلول عام 1775، واستقروا بأغلبية ساحقة في ماريلاند وبنسلفانيا. في عام 1700، كان عدد سكان ماريلاند التقديري نحو 29,600، وكان عشر هذا العدد من الكاثوليك (3000 نسمة تقريبًا). بحلول عام 1756، ازداد عدد الكاثوليك في ماريلاند إلى نحو 7 آلاف نسمة، وارتفع أكثر إلى 20 ألف نسمة بحلول عام 1765. في بنسلفانيا، كان هناك نحو 3000 كاثوليكي في عام 1756 و6 آلاف بحلول عام 1765. بحلول نهاية الحرب الثورية الأمريكية في عام 1783، كان هناك بين 24 و25 ألف كاثوليكي في الولايات المتحدة من مجموع السكان البالغ 3 ملايين نسمة تقريبًا.
تنحدر الأبرشيات الحالية في الولايات المتحدة من عدد من الأبرشيات في الحقبة الاستعمارية. يُعرض فيما يلي تسلسل الأبرشيات حتى أول أبرشية وجدت في أراضي الولايات المتحدة.
- أدت الأبرشيات الإسبانية إلى ظهور العديد من الأبرشيات الخليفة لها في الولايات المتحدة:
  - كانت الأجزاء الإسبانية من البر الرئيسي للولايات المتحدة في الأصل جزءًا من أبرشية مكسيكو التي تأسست في عام 1530، وأبرشية دورانغو لاحقًا عندما انقسمت في عام 1620.
    - أصبحت كاليفورنيا جزءًا من أبرشية سونورا في عام 1779. تأسست أبرشية كاليفورنيا بقسميها، مركزها سان دييغو، في عام 1840. بعد الحرب المكسيكية الأمريكية، تم تقسيم الجزء المكسيكي في عام 1849، وأصبح الجزء الأمريكي منه أبرشية مونتيري.
    - بقيت نيومكسيكو جزءًا من أبرشية دورانغو إلى أن ضمتها الولايات المتحدة، مع تأسيس أبرشية سانتا في، في عام 1850.
    - تم تنظيم تكساس كولاية رسولية في عام 1839، والتي أصبحت فيما بعد أبرشية غالفستون في عام 1847.

  - رغم أن الأجزاء الفرنسية من الولايات المتحدة الحالية كانت في الأصل جزءًا من أبرشية كيبيك، تم تحويلها بعد الحرب الفرنسية والهندية إلى أبرشية سانتياغو دي كوبا، ولاحقًا أصبحت أبرشية سان كريستوبال دي لا هابانا عندما تم إنشاؤها في عام 1787. في عام 1793، تم إنشاء أبرشية لويزيانا وفلوريدا، التي أعيد تسميتها لاحقًا إلى أبرشية نيو أورلينز.
  - كانت أبرشية بورتوريكو في الأصل تحت الولاية القضائية لأبرشية إشبيلية في إسبانيا. تأسست أبرشية سان خوان دي بورتوريكو في عام 1511.
  - كانت أبرشية غوام وجزر شمالي ماريانا في الأصل جزءًا من أبرشية سيبو في الفيليبين. انقسمت إلى ولاية رسولية في جزر ماريانا عام 1902، التي تحولت إلى أبرشية أغانيا في عام 1965.
- كانت الأجزاء الإنجليزية في الأصل تحت السلطة القضائية للنائب الرسولي لمقاطعة لندن. تأسست الولاية الرسولية للولايات المتحدة بعد الثورة الأمريكية في عام 1784، والتي أصبحت أبرشية بالتيمور في عام 1789.
- تأسست النيابة الرسولية لإقليم أوريغون في عام 1843.
  - في عام 1846، أصبح الجزء الأمريكي من إقليم أوريغون أبرشية مدينة أوريغون.
  - أصبح الباقي الأبرشية الكندية لجزيرة فانكوفر، التي أنشئت منها ولاية ألاسكا الرسولية في عام 1894. أصبح جزء منها أبرشية جونو في عام 1951، وأصبح الباقي أبرشية فيربانكس في عام 1962.
- تأسست النيابة الرسولية لأوقيانوسيا الشرقية في عام 1833.
  - انقسم جزء منها إلى النيابة الرسولية لجزر ساندويتش في عام 1843، التي أصبحت لاحقًا أبرشية هونولولو في عام 1941.
  - انقسم جزء آخر إلى النيابة الرسولية لأوقيانوسيا الوسطى في عام 1842. وأصبحت هذا الجزء أبرشية آبيا، التي ضمت ساموا وساموا الأمريكية في عام 1966. في عام 1982، انقسم جزء ساموا الأمريكية إلى أبرشية ساموا- باغو باغو.

### البعثات الإسبانية
جاءت الكاثوليكية في البداية إلى الأقاليم التي تشكل حاليًا الولايات المتحدة قبل الإصلاح البروتستانتي، مع المستكشفين والمستوطنين الإسبان في فلوريدا الحالية (1513)، وكارولاينا الجنوبية (1566)، وجورجيا (1568-1684)، والجنوب الغربي. أقيم أول قداس كاثوليكي فيما يعرف اليوم بالولايات المتحدة في عام 1526 من قبل الراهبين الدومينيكيين أنطونيو دي مونتيسينوس وأنتوني دي كيرفانتس، الذين خدما في مستعمرة سان ميغيل دي غوالداب طوال الثلاثة أشهر التي كانت المستعمرة موجودة فيها.
تركت تأثير بعثات ألتا كالفورنيا (1769 وما بعدها) تذكارًا دائمًا على جزء من هذا التراث. حتى القرن التاسع عشر، كان على الفرنسيسكان والأنظمة الدينية الأخرى القيام ببعثاتهم في ظل الحكومة والجيش البرتغاليين والإسبانيين. أسس خونيبيرو سيرا سلسلة من البعثات في كاليفورنيا، التي أصبحت جهة اقتصادية وسياسية ودينية مهمة. جلبت هذه البعثات الحبوب والماشية وأسلوبًا جديدًا في الحياة للقبائل الهندية في كاليفورنيا. تم إنشاء طرق برية من نيومكسيكو أسفرت عن استعمار وتأسيس سان دييغو في بعثة سان دييغو دو ألكالا (1760)، وبعثة سان كارلوس بوروميو دو كارميلو في بعثة كارميل باي ذا سي، كاليفورنيا في عام (1770)، وبعثة سان فرانسيسكو دي أسيس (بعثة دولوريس) في سان فرانسيسكو (1776)، وبعثة سان لويس أوبيسبو في سان لويس أوبيسبو (1772)، وبعثة سانتا كلارا دي أسيس في سانتا كلارا (1777)، وبعثة سينورا رينا دو لوس أنجلس أسيستنسيا في لوس أنجلوس (1784)، وبعثة سانتا باربرا في سانتا باربرا (1786)، وبعثة سان خوان بوتيستا في سان خوان بوتيستا (1797، والكثير غيرها.